# Club Presidente Hayes
El Club Presidente Hayes és un club de futbol paraguaià del barri de Tacumbú a la ciutat d'Asunción. El nom del club fa referència a Rutherford B. Hayes, 19è president dels Estats Units, com a àrbitre del procés de pau de la Guerra de la Triple Aliança.

## Història
El club va ser fundat el 1907. La primera competició internacional en la que participà fou la Copa Montevideo de 1953. El 1945 assoleix la tercera posició al campionat paraguaià amb una tercera posició final. El 1952, es proclamà campió de lliga per primer cop.

## Palmarès
- Lliga paraguaiana de futbol:[6]
  - 1952
- Segona divisió paraguaiana de futbol: 
  - 1911, 1919, 1958, 1967, 1971, 1973, 1974, 1991
- Tercera divisió paraguaiana de futbol: 
  - 2006

## Futbolistes destacats
Llistat de futbolistes que, o han jugat un mínim de 125 partits per al club, o han establert algun rècord per al club, o han estat internacionals amb alguna selecció, o han jugat a primera divisió en algun altre país o han jugat competicions internacionals:
1930's
- Eustacio Chamorro

1950's
- Néstor Benítez (1957–1962)

1990's
- Justo Jacquet (1994–1995)
- Paulo da Silva (1996)
- Teófilo Barrios (1997)
- Tomás Guzmán (1998–2000)
- Jorge Brítez (1999)
- Victor Cristaldo (1993, 1997)[7]

2000's
- Inocencio Zárate (2002–present)
- Julio Valentín González (2008)
- José Ariel Núñez (2008)
- Riki Kitawaki (2007)
- Bryan Lopez (2013)